# Patrice Ledoux
Patrice Ledoux (* vor 1975) ist ein französischer Filmproduzent.
Patrice Ledoux ist seit Mitte der 1970er Jahre als Filmproduzent tätig. Von 1985 bis 2004 war er Präsident der Filmfirma Gaumont. Danach gründete er seine eigene Firma Pulsar Productions.
Für die Opernverfilmung Carmen wurde er 1986 für den BAFTA-Award für den besten nicht-englischsprachigen Film nominiert.

## Filmografie (Auswahl)
- 1984: Carmen
- 1990: Nikita
- 1994: Léon – Der Profi (Léon)
- 1997: Das fünfte Element (Le Cinquième Élément)
- 1999: Johanna von Orleans (The Messenger: The Story of Joan of Arc)
- 2001: Ein Mann sieht rosa (Le Placard)
- 2001: Just Visiting
- 2003: Die Bestechlichen 3 – Rückkehr eines Gauners (Ripoux 3)
- 2005: Das Imperium der Wölfe (L´Empire des loups)
- 2006: In flagranti – Wohin mit der Geliebten? (La doublure)
- 2008: Ca$h
- 2008: 15 ans et demi …
- 2008: Der Killer und die Nervensäge (L´emmerdeur)
- 2015: Birnenkuchen mit Lavendel (Le goût des merveilles)
- 2017: Hereinspaziert! (À bras ouverts)